# Kajakarstwo na Letnich Igrzyskach Olimpijskich 2012 – slalom C-2 mężczyzn
Slalom C-2 mężczyzn to jedna z konkurencji w kajakarstwie górskim rozgrywanych podczas Letnich Igrzysk Olimpijskich 2012. Kajakarze rywalizowali między 30 lipca a 2 sierpnia na obiekcie Lee Valley White Water Centre.

## Format
W eliminacjach każda para ma dwa przejazdy, z których pod uwagę brany jest najlepszy przejazd. 10 par z najlepszymi czasami awansuje do półfinału. W półfinale każda para ma tylko jeden przejazd, a do finału przechodzi 6 par. W finale każda para ma jeden przejazd i wygrywa para, która najszybciej pokonała tor.

Schemat bramek dla eliminacji
Schemat bramek dla półfinału i finału

## Terminarz
| Data            | Godzina (UTC+1) | Wydarzenie |
| --------------- | --------------- | ---------- |
| 30 lipca 2012   | 13:30 i 15:42   | Eliminacje |
| 2 sierpnia 2012 | 13:30           | Półfinały  |
| 2 sierpnia 2012 | 15:18           | Finał      |

## Wyniki

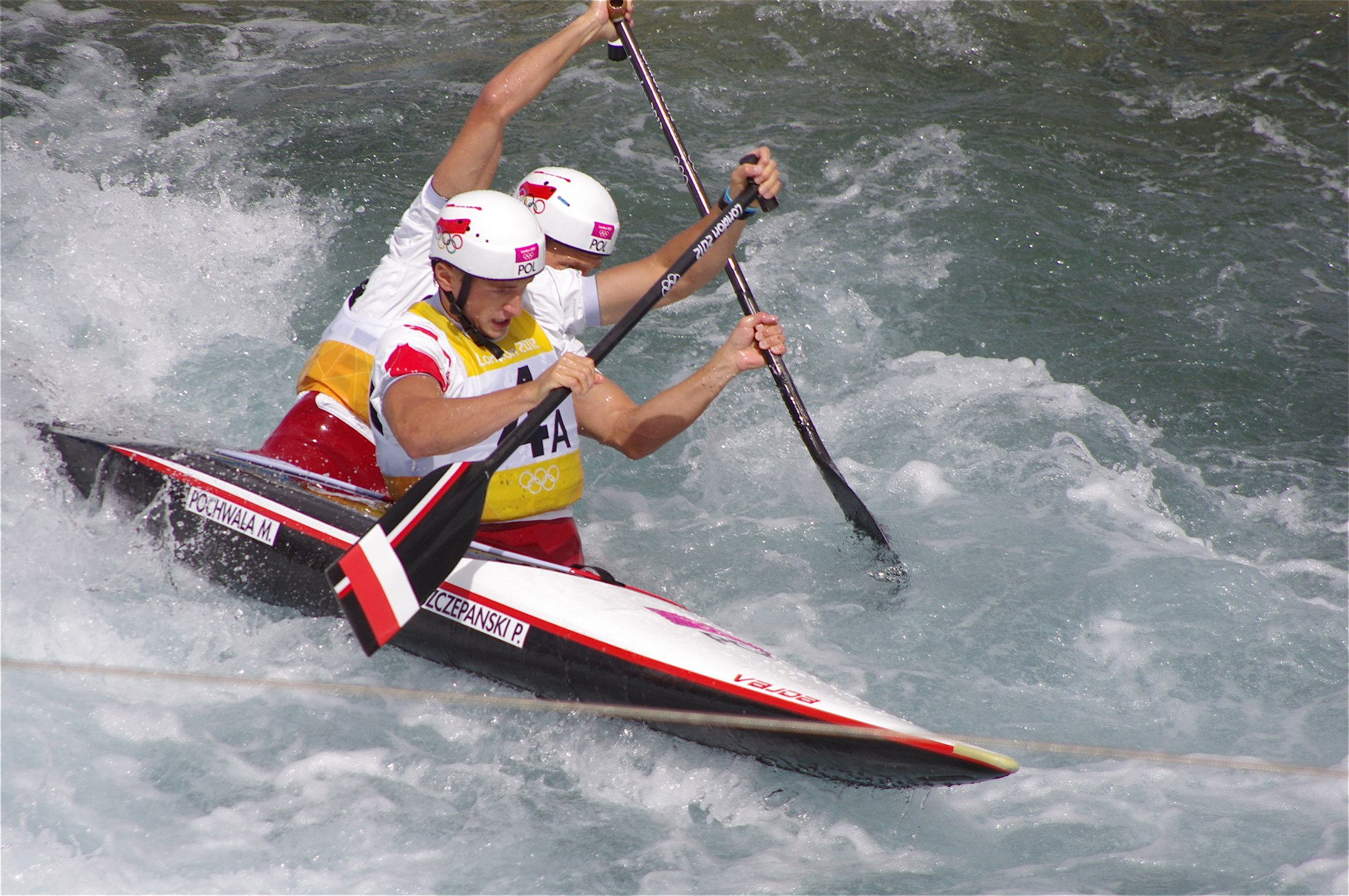
Piotr Szczepański Marcin Pochwała
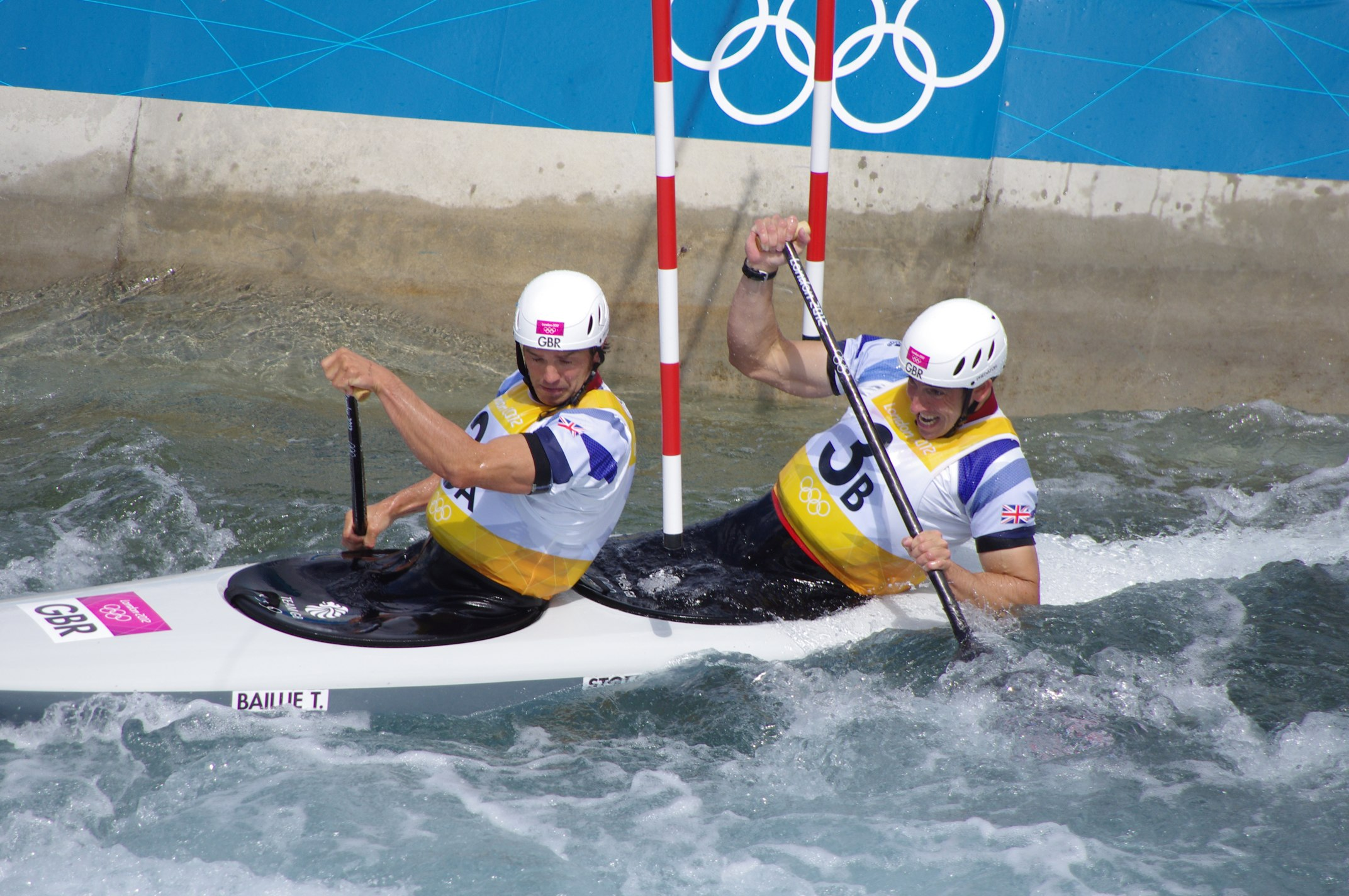
Timothy Baillie Etienne Stott
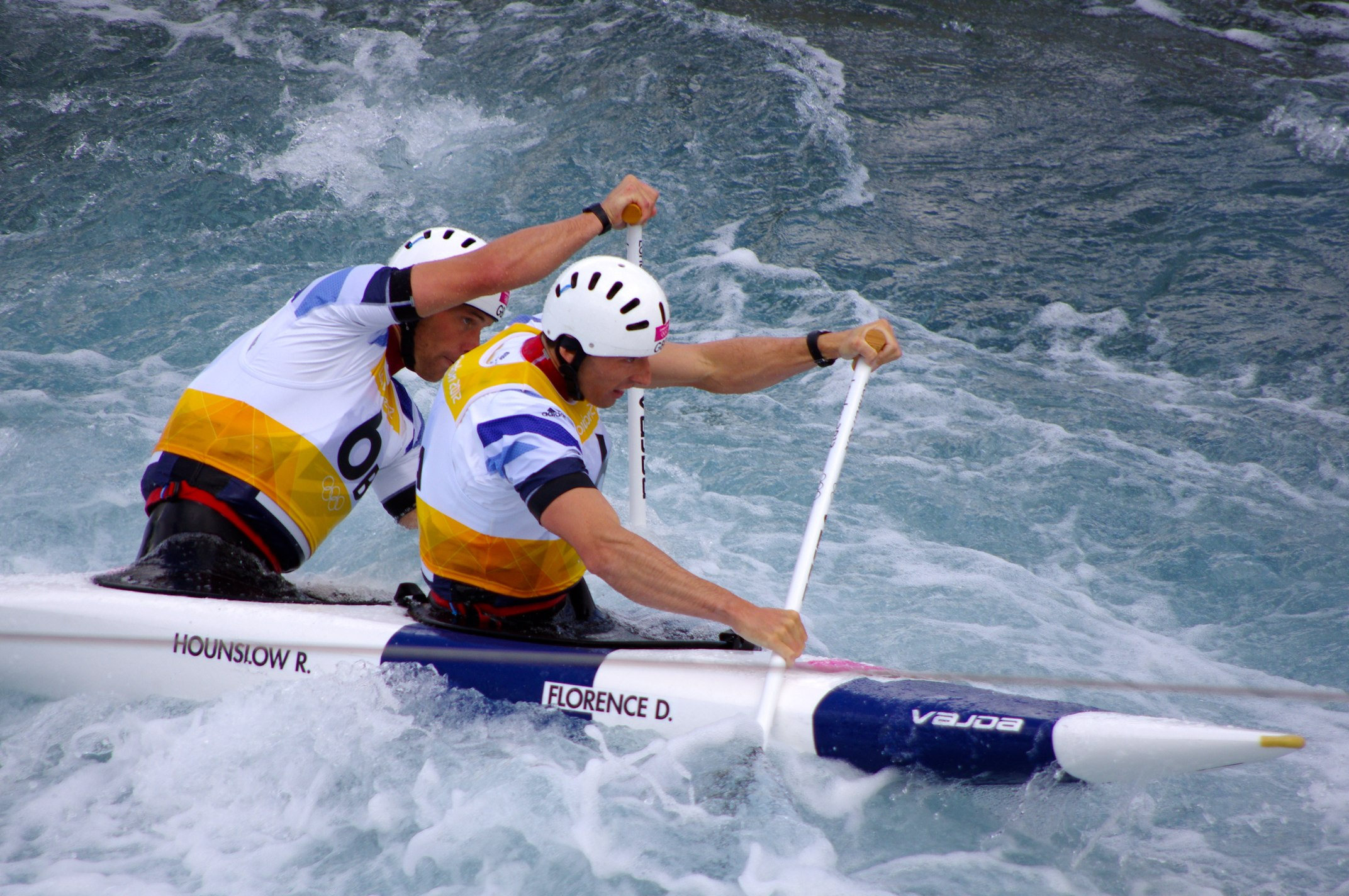
David Florence Richard Hounslow
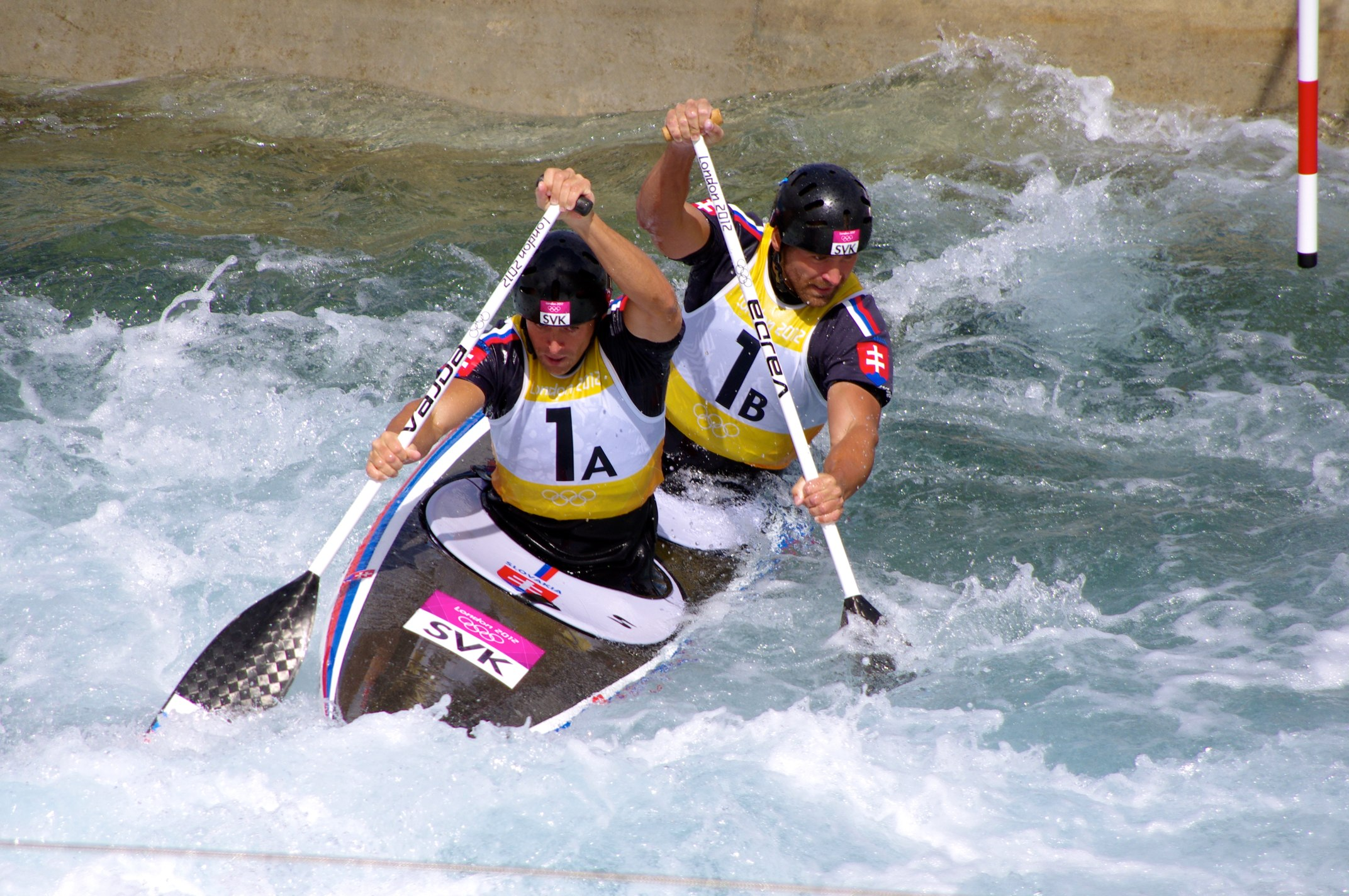
Pavol Hochschorner Peter Hochschorner

| Miejsce | Zawodnicy                             | Państwo           | Eliminacje | Eliminacje | Eliminacje     | Eliminacje | Półfinały | Półfinały | Finał  | Finał |
| Miejsce | Zawodnicy                             | Państwo           | Przejazd 1 | Przejazd 2 | Najlepszy czas | Poz.       | Czas      | Poz.      | Czas   | Poz.  |
| ------- | ------------------------------------- | ----------------- | ---------- | ---------- | -------------- | ---------- | --------- | --------- | ------ | ----- |
| złoto   | Timothy Baillie Etienne Stott         | Wielka Brytania   | 100,44     | 102,79     | 100,44         | 4.         | 110,78    | 6.        | 106,41 | 1.    |
| srebro  | David Florence Richard Hounslow       | Wielka Brytania   | 108,23     | 101,08     | 101,08         | 7.         | 108,93    | 1.        | 106,77 | 2.    |
| brąz    | Pavol Hochschorner Peter Hochschorner | Słowacja          | 97,52      | 98,60      | 97,52          | 2.         | 109,04    | 2.        | 108,28 | 3.    |
| 4.      | Gauthier Klauss Matthieu Péché        | Francja           | 96,98      | 151,03     | 96,98          | 1.         | 109,27    | 3.        | 109,17 | 4.    |
| 5.      | Piotr Szczepański Marcin Pochwała     | Polska            | 105,58     | 101,00     | 101,00         | 5.         | 109,81    | 4.        | 110,51 | 5.    |
| 6.      | Hu Minghai Shu Junrong                | Chiny             | 103,36     | 99,05      | 99,05          | 3.         | 110,70    | 5.        | 112,85 | 6.    |
|         |                                       |                   |            |            |                |            |           |           |        |       |
| 7.      | Jaroslav Volf Ondřej Štěpánek         | Czechy            | 104,00     | 150,87     | 104,00         | 8.         | 112,22    | 7.        | NQ     | NQ    |
| 8.      | Sašo Taljat Luka Božič                | Słowenia          | 102,82     | 101,08     | 101,08         | 6.         | 113,50    | 8.        | NQ     | NQ    |
| 9.      | Vavřinec Hradilek Stanislav Ježek     | Czechy            | 106,91     | DNS        | 106,91         | 9.         | 115,50    | 9.        | NQ     | NQ    |
| 10.     | Kynan Maley Robin Jeffery             | Australia         | 113,96     | 107,47     | 107,47         | 10.        | 162,14    | 10.       | NQ     | NQ    |
|         |                                       |                   |            |            |                |            |           |           |        |       |
| 11.     | David Schröder Frank Henze            | Niemcy            | 107,50     | 107,79     | 107,50         | 11.        | NQ        | NQ        | NQ     | NQ    |
| 12.     | Eric Hurd Jeff Larimer                | Stany Zjednoczone | 112,91     | 109,78     | 109,78         | 12.        | NQ        | NQ        | NQ     | NQ    |
| 13.     | Niccolò Ferrari Pietro Camporesi      | Włochy            | 120,64     | 111,55     | 111,55         | 13.        | NQ        | NQ        | NQ     | NQ    |
| 14.     | Michaił Kuzniecow Dmitrij Łarionow    | Rosja             | 112,36     | 155,59     | 112,36         | 14.        | NQ        | NQ        | NQ     | NQ    |

- Piotr Szczepański
Marcin Pochwała
- Timothy Baillie
Etienne Stott
- David Florence
Richard Hounslow
- Pavol Hochschorner
Peter Hochschorner